# Hexaeder
Hexaeder [hɛksaˈeːdər], von griech. ἑξάεδρον hexáedron, „Sechsflächner“, bezeichnet allgemein ein Polyeder mit sechs ebenen Begrenzungsflächen. Dabei handelt es sich im Allgemeinen nicht um einen regulären platonischen Vielflächner, sondern einen beliebigen von sechs ebenen Flächen begrenzten Körper. Im Speziellen, insbesondere im Zusammenhang mit platonischen Körpern, handelt es sich um das regelmäßige Hexaeder bzw. den Würfel mit den 6 kongruenten Flächen.

## Graphentheoretische Betrachtungen
Unterscheidet man nach der Struktur (genauer: nach dem zugrundeliegenden Kantengraphen, so dass z. B. ein Parallelepiped und ein Pyramidenstumpf mit vierseitiger Grundfläche nicht von einem Würfel zu unterscheiden, dagegen all diese hingegen von einer Pyramide mit fünfeckiger Grundfläche), so gibt es nur sieben graphentheoretisch verschiedene Typen konvexer Hexaeder:
| |                                          | | |
| Flächen: 4, 4, 4 Kanten: 12, Ecken: 8                                                                                     | Flächen: 5, 3, 3 Kanten: 10, Ecken: 6    | Flächen: 5, 4, 3, 3 Kanten: 11, Ecken: 7 | Flächen: 5, 5, 4, 3, 3 Kanten: 12, Ecken: 8 |
| Würfel, Quader, Parallelepiped, Rhomboeder, Trigonales Trapezoeder, Pyramidenstumpf mit viereckiger Grund- und Deckfläche | Pyramide mit fünfeckiger Grundfläche     | | |
| |                                          | | |
| Flächen: 3, 3, 3 Kanten: 9, Ecken: 5                                                                                      | Flächen: 4, 4, 3, 3 Kanten: 11, Ecken: 7 | Flächen: 4, 4, 3, 3 Kanten: 10, Ecken: 6 | Flächen: 4, 4, 3, 3 Kanten: 10, Ecken: 6 |
| Doppeltetraeder |                                          | Dieser Körper weist Chiralität auf: Es gibt eine „linkshändige“ und eine „rechtshändige“ Variante, die durch Ebenenspiegelung auseinander hervorgehen. | Dieser Körper weist Chiralität auf: Es gibt eine „linkshändige“ und eine „rechtshändige“ Variante, die durch Ebenenspiegelung auseinander hervorgehen. |

Betrachtet man auch nichtkonvexe Hexaeder, so kommen noch die folgenden drei Typen mit „Auskerbung“ dazu:
|                                          |                                          |                                          |
| Flächen: 4, 4, 3, 3 Kanten: 10, Ecken: 6 | Flächen: 5, 5, 3, 3 Kanten: 11, Ecken: 7 | Flächen: 6, 6, 3, 3 Kanten: 12, Ecken: 8 |

## Würfel-Typ
Vom Würfel-Typ (6 Flächen, 12 Kanten, 8 Ecken) gibt es folgende Formen:
| Grafik     |                                                                   |                                                                                    |                             |                           |                               |                                 |                          |
| Name       | Würfel                                                            | Quader                                                                             | Trigonal trapezohedron      | Trigonal trapezohedron    | Quadrilateral Kegelstumpf     | Parallelepiped                  | Rhombohedron             |
| Flächen    | Quadrat                                                           | drei Paare von Rechtecken                                                          | kongruente Rhomben          | kongruente Vierecke       | quadratischer Pyramidenstumpf | drei Paare von Parallelogrammen | drei Paare von Rhomben   |
| Symmetrien | Oh, [4,3], (*432) order 48 (8 Spiegelungen, 3! Achspermutationen) | D2h, [2,2], (*222) order 8 (8 Spiegelungen, wenn alle Achsen unterschiedlich lang) | D3d, [2+,6], (2*3) order 12 | D3, [2,3]+, (223) order 6 | C4v, [4], (*44) order 8       | Ci, [2+,2+], (×) order 2        | Ci, [2+,2+], (×) order 2 |

## Hexaeder in der Chemie
- Eine organische Verbindung, die wie ein Würfel aufgebaut ist, ist das nach dem englischen Cube (englisch für Würfel) benannte Cuban.
- Kubische Kristallsysteme kommen bei der Beschreibung des geometrischen Aufbaus von Kristallen vor, wie zum Beispiel beim Kochsalz (Natriumchlorid-Struktur).